# Cà Gardellina
Cà Gardellina, nota anche come Villa De Sandri-Bortolan è un complesso rurale situato nell'omonima località a Motta, frazione del comune di Costabissara, nella provincia di Vicenza.
Di origine gotica, è appartenuta alle famiglie Franceschini e De Sandri ed è ora di proprietà della famiglia Bortolan dal 1917.
La villa è formata da un complesso centrale che funge da villa padronale comprendente anche delle barchesse, da una colombara e da una cappella dedicata a Sant'Antonio da Padova.

## Storia
L'origine viene fatta risalire al periodo gotico anche se le prime mappe reperibili che possono documentare l'esistenza del complesso sono mappe per la regolamentazione delle acque della zona del 1562 e 1563. In esse il complesso è privo di parte delle barchesse, della colombara e della cappella: queste ultime sono, rispettivamente, del Cinquecento e degli inizi del Settecento.
Le mappe del 1562 indicano come proprietario della villa la famiglia di Vincenzo Franceschini, mentre altri dati catastali riportano che già nel primo decennio del Seicento era di proprietà della famiglia De Sandri (proprietà che si protrarrà fino agli inizi del XX secolo). Fu sotto questi proprietari, in particolare Agostino De Sandri, che intorno al 1709 la villa venne ampliata, la colombara rimaneggiata e la cappella costruita. Nel 1904 era di proprietà del pronipote di Agostino, Antonio De Sandri.
Nel 1917, infine, la villa passò agli attuali proprietari: la famiglia Bortolan.

## Cappella di Sant'Antonio da Padova
(Iscrizione posta sopra la porta d'ingresso)
La cappella o tempietto fa parte del complesso rurale Cà Gardellina e fu costruita da Agostino De Sandri nel 1709 in occasione della ristrutturazione e ampliamento della villa. Sembra che sia stata edificata in memoria dell'antica chiesa, non più esistente, dedicata Sant'Antonio Abate. Ora di proprietà della famiglia Bortolan come la villa, nel 1904 apparteneva ad Antonio De Sandri.
Presenta una forma rettangolare. Sul comignolo della facciata sono erette, ai lati, le statue di due angeli e al centro quella del santo titolare. Altre due statue, che rappresentano la Fede e la Carità, sono poste sulla cornice del capitello che sovrasta la porta e sopra di queste l'iscrizione riportata.
All'interno, l'unico altare presente è composto da una pala di 60–70 cm di diametro raffigurante il mondo sopra la quale è posta una statua della Vergine Immacolata. Ai piedi di questa, altre due statue abbelliscono l'altare: una raffigura un Santo Dottore della Chiesa, l'altra Sant'Antonio da Padova.